# Anna Jaques Vidal
Anna Jaques Vidal (Barcelona, 26 de gener de 1953) és una exfutbolista que jugava en la posició de defensa.
Pionera del futbol femení, va competir entre 1970 i 1973 en el Futbol Club Barcelona. Amb aquest equip –amb el nom de Selecció Ciutat de Barcelona– va participar en el primer partit de futbol femení, que se celebrà el 25 de desembre de 1970 al Camp Nou, dins d'un festival benèfic, contra la UE Centelles.